# Ткаченко, Михаил Степанович (политик)
Михаил Степанович Ткаченко (укр. Михайло Степанович Ткаченко; 1879, Стародуб, Черниговская губерния, Российская империя — 1 января 1920, Серпухов, Московская губерния, РСФСР) — российский и украинский политический деятель, адвокат. Гласный Киевской городской думы, член Центральной и Малой Рады, министр внутренних дел УНР (с марта по 29 апреля 1918 года). Член Революционной украинской партии. Генеральный секретарь судебных дел (1917), Генеральный секретарь внутренних дел (с марта 1918). Глава левой «Независимой» фракции украинских социал-демократов (впоследствии — Украинская коммунистическая партия).

## Биография
Михаил Степанович Ткаченко родился в 1879 году в Стародубе (Нежинский уезд) в семье чиновника-землемера. Учился в Киевском университете св. Владимира, на юридическом факультете. В университете был активным членом студенческого общества университета, а также входил в состав руководства Революционной украинской партии. В 1900 году был арестован, а сазу после того как в 1904 году был назначен к отправлнию в ссылку в Архангельскую губернию, бежал за границу в Австро-Венгрию и жил во Львове. Когда был амнистирован, в 1905 году вернулся в Киев, вернулся в Россию, и продолжил обучение в университете, окончив его. Окончив университет, начал работать адвокатом, одновременно продолжал принимать участие в общественно-политической жизни города.
С 1917 года вступил в УСДРП, а в марте 1917 года стал во главе юридической комиссии Центральной рады Украинской народной республики. 7 (20) апреля 1917 года был делегатом на Всеукраинском национальном съезде, где выступил с докладом «Основные принципы организации украинской автономии». С 1 ноября 1917 года стал генеральным секретарём судебных дел в правительстве В. Винниченко, а впоследствии министром судебных дел в первом правительстве В. Голубовича и министр внутренних дел во втором правительстве В. Голубовича.
В ночь с 24 на 25 апреля 1918 года из своей квартиры в Киеве был похищен миллионер, член финансовой комиссии Центральной рады Абрам Добрый. Впоследствии стали известно, что похищением руководил Александр Осипов. Германское командование посчитало Осипова исполнителем, а заказчиками преступления объявило министра внутренних дел Центральной рады Михаила Ткаченко, военного министра Центральной рады Александра Жуковского и премьер-министра украинского правительства Всеволода Голубовича. Похищение министрами Рады человека, через банк которого шли финансовые операции оккупационных войск с Рейхсбанком, вызвало возмущение немецкого командующего на Украине Германа фон Эйхгорна.
1 января 1920 года умер в Серпухове от тифа.